# ديسقوريا رجل الفيل
ديسقوريا رجل الفيل (الاسم العلمي:Dioscorea elephantipes) هي نوع من النباتات تتبع جنس الديسقوريا من الفصيلة الديسقورية.

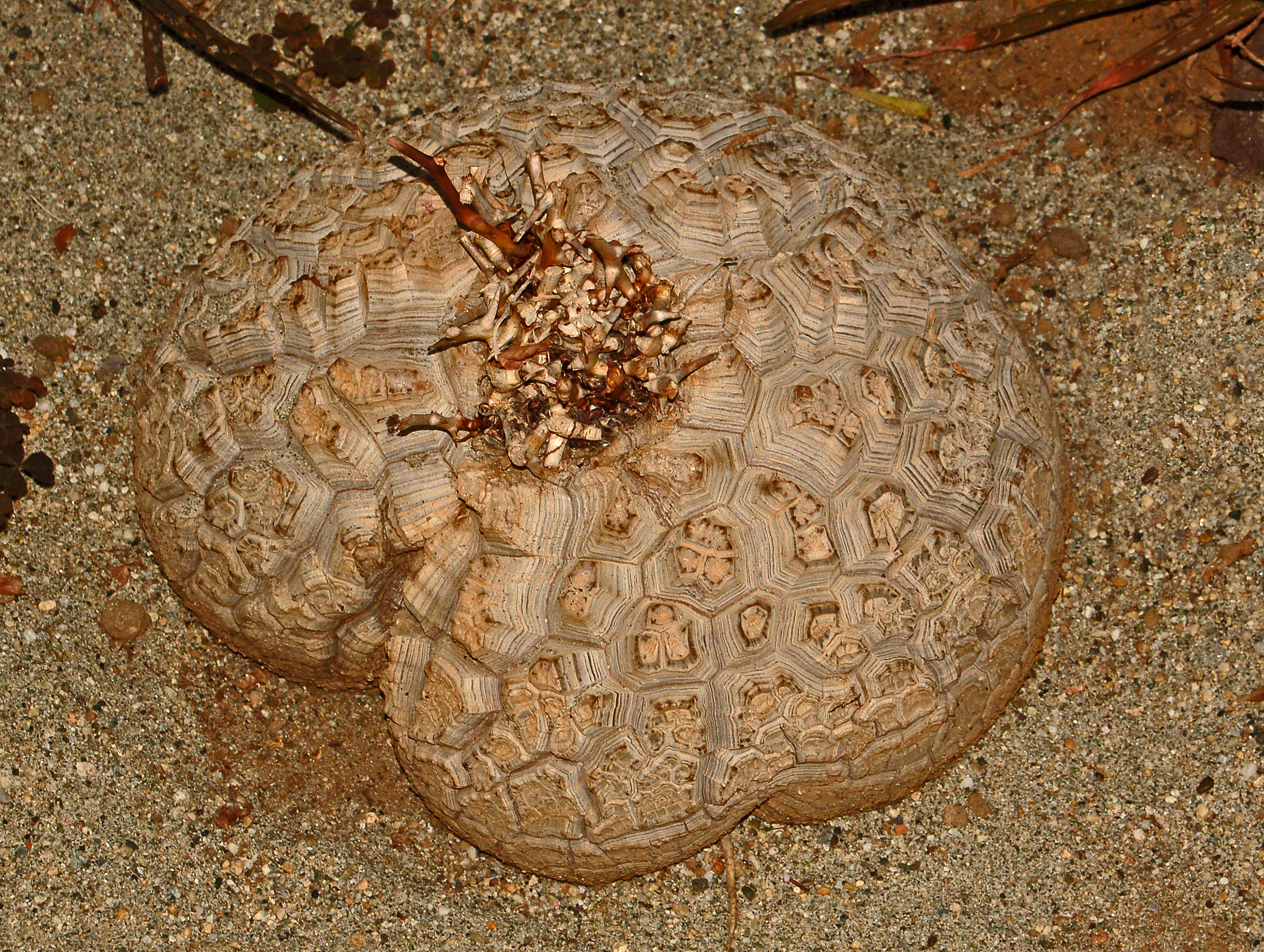
The large tuberous stem of Dioscorea elephantipes at the botanical garden of Villa Durazzo-Pallavicini, Genova Pegli.
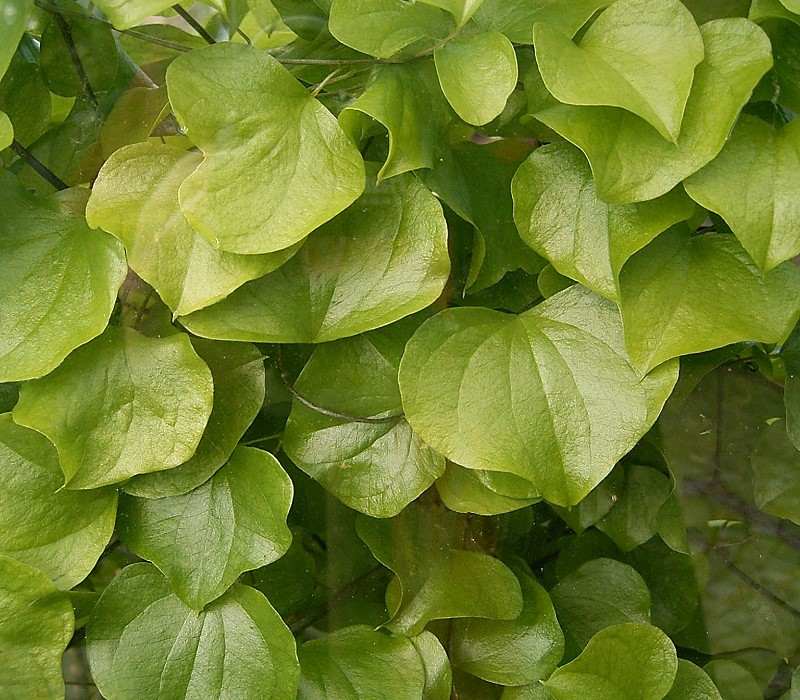
Leaves
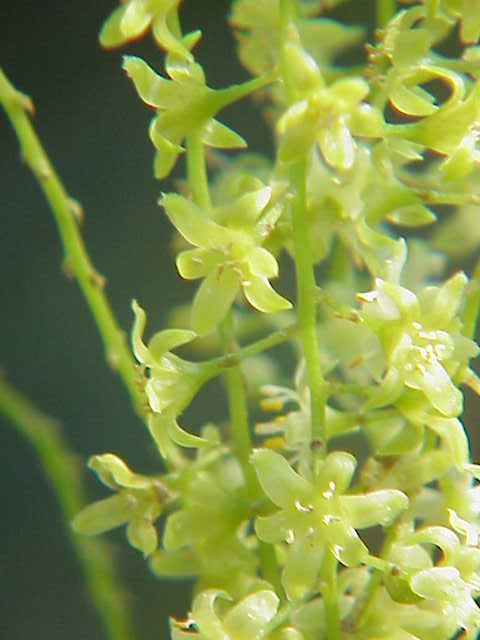
Flowers